# Tre trästäder
Tre trästäder är ett nätverk med Hjo kommun, Nora kommun och Eksjö kommun som medlemmar. Nätverket bildades 1997, efter det att alla tre städerna tilldelats Europa Nostra-pris i kategorin Conservation 1990, 1993 respektive 1997. Den gemensamma faktorn i nätverket är historiska trästäder och det skapades för att samverka om småstaden som kulturhistoriskt besöksmål. Utgångspunkten skulle vara den välbevarade trästaden som resurs för utveckling av turism och näringsliv.